# コメディ・ロック
コメディ・ロック（Comedy rock）は、本質的にコメディ的であるロック。風刺や皮肉が混じることもよくある。

## バンドと歌曲

### 初期
初期のアメリカの例には、エルヴィス・プレスリー、ハリー・ベラフォンテ、プラターズなどのアーティストを風刺したスタン・フレバーグや、シェブ・ウーリーが含まれる。ウーリーの「The Purple People Eater」は、1958年にビルボード・ポップ・チャートで1位に達し、6週間その座を維持した。
1950年代から1960年代初頭のイギリスでは、チャーリー・ドレイクやザ・グーンズなどのコメディアンたちがユーモアあるロックンロールのレコードでトップ10に頻繁に登場し、後者はルイス・キャロルやエドワード・リアとともに、ジョン・レノンの歌詞における言葉遊びに影響を与えた。その後、コメディを専門とするイギリスのグループが誕生していった。これらには、スキャッフォルド、ボンゾ・ドッグ・ドゥー・ダー・バンド、アルベルト・イ・ロスト・トリオス・パラノイアスなどが含まれる。その後、イギリスでは2000年代にミッチ・ベンが、主にロックを中心としたさまざまな音楽ジャンルを使用して時事問題を風刺したスタジオ・アルバムを数枚リリースした。彼の2012年のアルバム『Breaking Strings』は、そのロックな感性が高く評価された。
オールミュージックは、フランク・ザッパをコメディ・ロックの「ゴッドファーザー」と評した。ポップ・ロックおよびフォーク・ロックのバンド、タートルズは、1968年にコメディ・ロック・アルバム『The Turtles Present the Battle of the Bands』をリリースしたが、バンドはそれ以前から曲にユーモアを取り入れていた。メンバーのうちの2人、ハワード・ケイランとマーク・ヴォルマンは、後にフロ&エディとして自身のバンドやフランク・ザッパとともに、より露骨にコメディ的な曲を演奏した。

### 後期
いくつかの現代のコメディ・ロック・バンドはメインストリームの商業的成功を収めている。デュオのテネイシャスDと、フライト・オブ・ザ・コンコルズはどちらもプラチナ売上となるアルバムをリリースし、それぞれのコメディ・テレビ・シリーズに出演した。ダン・フィナーティと彼のザ・ダン・バンドは、トッド・フィリップスの映画『アダルト♂スクール』や『ハングオーバー! 消えた花ムコと史上最悪の二日酔い』に「Total Eclipse of the Heart」や「Candy Shop」を真似たコメディ・ロックで出演したほか、女性のカバー曲をパロディ化したライブ・ショーを行っている。それは、マックGが監督し、スティーヴン・スピルバーグが製作総指揮を務めた1時間のテレビ・スペシャルとして撮影された。ニューヨーク出身のスティーヴン・リンチは、『Opie and Anthony』（ラジオ番組）への数回の出演でファンを獲得し、コメディ・セントラルにて2本の特別番組を制作した。彼は『グリース』の制作陣とともにブロードウェイでパフォーマンスを行ってもいる。
1,200万枚以上のアルバムを販売している、歌のパロディスト、ウィアード・アル・ヤンコビックは、史上最も売れたコメディ・アーティストであり続けており、2014年のアルバム『Mandatory Fun』はBillboard 200で初登場1位を記録し、アラン・シャーマンによる1963年のコメディ・アルバム『My Son, the Nut』以来初となる1位を獲得した。ロックは多くのパロディの対象となっており、アメリカのスパイナル・タップやイギリスのヒー・ビー・ジー・ビーズやバッド・ニューズなど、いくつかのパロディ・バンドがヒット・レコードを生み出している。バンドのスティール・パンサーは、1980年代グラム・メタルのパロディでロサンゼルスのサンセット・ストリップに定着し、彼らの成功はジミ・ホームレス・エクスペリエンスなど他のパロディ・バンドへの扉を開いた。ドレッド・ツェッペリン、ビータリカ、ゾーズ・ダーン・アコーディオンズなど、その他のパロディ・バンドは、コミック効果を得るために、珍しい、または意図的に対照的なジャンルのミックスに依存している。レジデンツは、ポップスやロックの曲を大きく歪ませた珍しいカバーでよく知られている。コメディ・ロック・デュオのニンジャ・セックス・パーティーは、スティール・パンサーと時折コラボレーションしており、ロックとシンセポップをブレンドし、ダブステップやヘヴィメタルのジャンルをパロディした曲を制作。オンラインでの人気により成功を収めている。また別のバンドであるプライマスは、風変わりな歌詞とコメディ・タッチなミュージック・ビデオで知られる。ゴリラズは、イギリスのバーチャルバンドで、架空のアニメーション・メンバーが現代のポピュラー・ミュージックのトレンドをパロディ化している。
ラッシュのゲディ・リーは、小学校の同級生であったリック・モラニスをサポートして、ノベルティー曲「Take Off」にゲスト参加した。この曲は、1982年3月のBillboard Hot 100で最高16位となり、これまで全米トップ40にチャートインしたラッシュのどの曲よりも高いものとなった。全世界で4,000万枚のアルバムを売り上げたにもかかわらず、同チャートにおけるラッシュ最大のヒット曲「New World Man」は21位までしか到達せず、「Take Off」はリーにとって最大のヒット曲となった。
オルタナティヴ・ロックやカレッジ・ロックの範疇にある多くのバンドは、ベアネイキッド・レディース、マインドレス・セルフ・インダルジェンス、ゼイ・マイト・ビー・ジャイアンツ、ザ・プレジデンツ・オブ・ザ・ユナイテッド・ステイツ・オブ・アメリカ、ブラッドハウンド・ギャング、システム・オブ・ア・ダウン、ウィーン、ウィーザー、ウィータス、キャンパー・ヴァン・ベートーヴェンなどのバンドのように、ユーモアや風刺的な曲を取り入れていることで知られている。彼らがアメリカにおいてメインストリームとインディペンデントの両方で成功を収めているばかりか、パロキャ・ニ・エドガーやクノーカートーなどの海外バンドも成功を収めている。パンク・ロックとポップ・パンクは、アクアバッツ、ブリンク 182、ボウリング・フォー・スープ、パテント・ペンディング、デッド・ケネディーズ、デッド・ミルクマン、ミートメン、レディオアクティヴ・チキン・ヘッズ、ヴァンダルズなどのバンドによって、コメディ・ロックのランクに貢献している。
ヘヴィメタルは、グリーン・ジェリー、ローンモウア・デス、マサクレイション、M.O.D.、ビッグ・ダム・フェイス、エレクトリック・コールボーイ、プライマス、ナノウォー・オブ・スティール、J.B.O.、サイコスティック、クロッチダスター、ルディクライスト、バッド・ニューズ、スパイナル・タップ、オーキリー・ドーキリー、スキャッターブレインを含む、ユーモアを重視した風刺的なバンドも数多く生み出してきた。彼らのコメディチックな要素は主にヘヴィメタルの常套句をパロディ化したり、多くの伝統的なメタル・バンドのシリアスさを皮肉的にパロディにしたりすることが中心だが、グワァー、ローディ、ローズマリーズ・ビリーゴートなどの他のバンドは、とんでもない衣装や派手なステージ・ショーを活用している。バーチャルバンドのデスクロック（Dethklok）は、アダルトスイムのアニメ・テレビ番組『Metalocalypse』でフィーチャーされたデスメタルのパロディであり、彼らのアルバム『The Dethalbum』はBillboard 200リストで21位に初登場した。アッティラ（Attila）の「Pizza」は、2023年6月の時点でYouTubeにおいて320万回再生されている。

## 参考
- パロディ音楽